# Mieming
Mieming est une commune autrichienne du district d'Imst dans le Tyrol.

## Géographie
Le territoire communal comprend les quatre localités suivantes (entre parenthèses le nombre d'habitants au 1er janvier 2023) avec les lieux-dits correspondants :
- Barwies (1160)
  - Freundsheim
  - Fronhausen
  - Krebsbach
  - Lärchet
  - Zirchbichl

- Obermieming (1611)
  - Lehnsteig

- Lac (535)
  - Tabland
  - Weidach
  - Zein
  - Lac

- Untermieming (648)
  - Fiecht
  - Untermieming

## Jumelage
Limas (France) depuis 1999